# Remedios Montero Martínez
Remedios Montero Martínez (Beamud de la Sierra, Conca, 1927 - València, 24 d'octubre de 2010), coneguda com a "Celia", va ser una destacada guerrillera antifranquista. Era una de les poques guerrilleres espanyoles, companya de Florián García Velasco, “Grande”, cap de l'Agrupació Guerrillera de Llevant i Aragó. La seva vida ha servit d'inspiració per al film “Memorias de una guerrillera” en el qual es reconstrueix la seva vida, a més va servir de base a Dulce Chacón per escriure “La voz dormida”, novel·la de la qual més tard es va fer una pel·lícula del mateix nom, dirigida per Benito Zambrano.

## Biografia

### Primers anys i Guerra Civil espanyola
Remedios Montero, “Celia”, pertanyia a l'Agrupació Guerrillera de Llevant i Aragó. Va començar a col·laborar en la guerrilla sent encara adolescent. La Guàrdia Civil va descobrir de quin grup revolucionari formava part i abans que la detinguessin va escapar a la muntanya amb alguns familiars i amics, va anar allí on va adoptar el nom de “Celia” i es va convertir en maqui.
En la guerrilla va perdre al seu pare i al seu germà. A aquest últim ho van matar en una emboscada de contrapartides, és a dir, Guàrdies Civils que es feien passar per guerrillers. Aquest fet va ser especialment tràgic per a l'autora, la qual el recull en les seves memòries.

### Període maqui i d'exili
El seu primer període d'exili comença en el moment que va escapar a la muntanya i es va unir als maqui.
La guerrilla vivia els seus moments més baixos des del final de la Guerra Civil, l'objectiu a la sierra consistia únicament a sobreviure. Va romandre allí amb altres guerrillers des de 1949 fins a 1952. Va ser en aquests anys quan va conèixer a la seva parella, Florián García “El grande”.
Sis anys després, des de França es va donar l'ordre de retirada a tota la guerrilla. Celia va abandonar la muntanya i es torna a exiliar, aquesta vegada a París, on va continuar lluitant per la llibertat dels espanyols.

### Retorn a Espanya
Va haver de tornar a Espanya en una missió clandestina de mà del Partit Comunista. Va ser descoberta a Salamanca i traslladada com a detinguda a Madrid, on la van torturar salvatgement i van empresonar. Els cops que va rebre van ser tan greus que li van impedir tenir fills. Va passar vuit anys a la presó, on va rebre la falsa la notícia que el seu company havia mort.
Quan va sortir de la presó va tornar a l'exili. Es va procurar un passaport fals, va viatjar a París i des d'allí, una altra vegada en missió oficial, a Praga. Aquí es va retrobar amb Florián. Aquest fet va significar molt per als dos perquè tots dos pensaven que l'altre havia mort. Es van casar a Praga.
En el 1978, després de la mort de Franco, durant l'embrionària transició, tots dos van tornar a Espanya i es van establir a València.
El 24 d'octubre de 2010 va morir Celia, amb prou feines un any després de la mort del seu company i camarada.